# Ozanne
L'Ozanne è un fiume francese che scorre nel dipartimento dell'Eure-et-Loir, regione Centro-Valle della Loira ed è un affluente del Loir.

## Geografia
Il fiume nasce nella Perche-Gouët sul comune di Béthonvilliers, a 222 metri d'altitudine s.l.m., nella località detta le Burail, nel Bois de Beaumont. Geoportail segnala un'altra sorgente dell'Ozanne, nella località detta "les Mézarbières", sul comune di Beaumont-les-Autels, a 212 metri d'altitudine.
Di 46 km di lunghezza, essa scorre complessivamente da ovest verso est, ed è composta da due rami, la Suzanne o Sainte-Suzanne e l'Ozanne di Dampierre o Moranne o Mozanne, che si ricongiungono nei pressi di Brou.
Essa confluisce nel Loir, alla riva destra, a un chilometro a nord di Bonneval, a 129 m d'altitudine, nella località detta Ouzenain.

### Comuni e cantoni attraversati
Nel solo dipartimento dell'Eure-et-Loir, l'Ozanne attraversa i dodici comuni seguenti, in tre cantoni, da monte verso valle, di Béthonvilliers (sorgente), Beaumont-les-Autels, Miermaigne, Moulhard, Luigny, Unverre, Dampierre-sous-Brou, Brou, Yèvres, Dangeau, Trizay-lès-Bonneval, Bonneval (confluenza).
In termini di cantoni, l'Ozanne nasce nell'antico cantone di Authon-du-Perche, attraversa il cantone di Brou, confluisce nell'antico cantone di Bonneval, il tutto nei due arrondissement di Nogent-le-Rotrou e di Châteaudun.

### Bacino idrografico
L'Ozanne attraversa una sola zona idrologica L'Ozanne & i suoi affluenti (M103) di 278 km² di superficie. Questa è costituita per il 91,52% di territori agricoli, per il 6,55% di foreste e ambienti seminaturali, per l'1,76% di territori artificializzati e per lo 0,12% di specchi d'acqua.

### Organismo gestionale
L'organismo gestionale è lo SMAR o Syndicat mixte d'aménagement et de restauration du bassin du Loir en Eure-et-Loir dal 1º gennaio 2012.

## Affluenti
(rd = riva destra ; rs = riva sinistra)
L'Ozanne ha quattordici affluenti ufficiali di cui sette rami:
- ?(sorgente secondaria), 3 km, sui due comuni di Vichères e Beaumont-les-Autels.
- ? (rs), 0,9 km, sui due comuni di Miermaigne e Beaumont-les-Autels.
- sette rami dell'Ozanne, per un totale di 8,3 km sui sei comuni di Unverre, Brou, Yèvres, Dangeau, Moulhard e Luigny.
- il Sainte-Suzanne (rd), 19,2 km sui cinque comuni di Authon-du-Perche, Beaumont-les-Autels, Charbonnières, Les Autels-Villevillon e Unverre con due affluenti:
  -  ?, 4 km? un ramo? su Unverre.
  - la Sonnette (rd), 13,5 km sui cinque comuni di Soizé, Charbonnières, La Bazoche-Gouet, Les Autels-Villevillon e Unverre.
- la Valle di Esse (rd), 10,1 km sui due comuni di Unverre e Yèvres.
- la Valle di Tronchet (rd), 8,8 km sul solo comune di Yèvres.
- la valle di Montparentière (rs), 3,1 km sul solo comune di Yèvres.
- la valle dei Vollars (rd), 6,3 km sui tre comuni di Yèvres, Dangeau e Gohory.

### Numero di Strahler
Le numero di Strahler è tre.

## Idrologia

### L'Ozanne a Trizay-lès-Bonneval
La portata dell'Ozanne è stata osservata per un periodo di 42 anni (1973-2014), a Trizay-lès-Bonneval, nel villaggio di Prémoteux, a 126 metri di altitudine, località del dipartimento dell'Eure-et-Loir, situata molto vicino alla confluenza con il Loir. Il bacino idrografico del fiume è di 268 km2 cioè il 96% del totale di 278 km².
Il modulo del fiume a Trizay-lès-Bonneval è di 1,46 m³/s.
L'Ozanne presenta delle importanti fluttuazioni stagionali di portata, con piene in inverno quando la portata media mensile raggiunge livelli tra i 2,71 e i 3,61 m³/s, da dicembre a marzo inclusi (massimo in gennaio), e magra d'estate, da fine maggio all'inizio di ottobre, con un minimo della portata media mensile fino a 0,235 m³/s nel mese di agosto (235 litri al secondo), valori accettabili, lontani dall'essere gravi.